# 2,8 cm sPzB 41
Il 2,8 cm schwere Panzerbüchse 41, abbreviato in 2,8 cm sPzB 41, era un cannone ad anima conica tedesco della seconda guerra mondiale.

## Storia

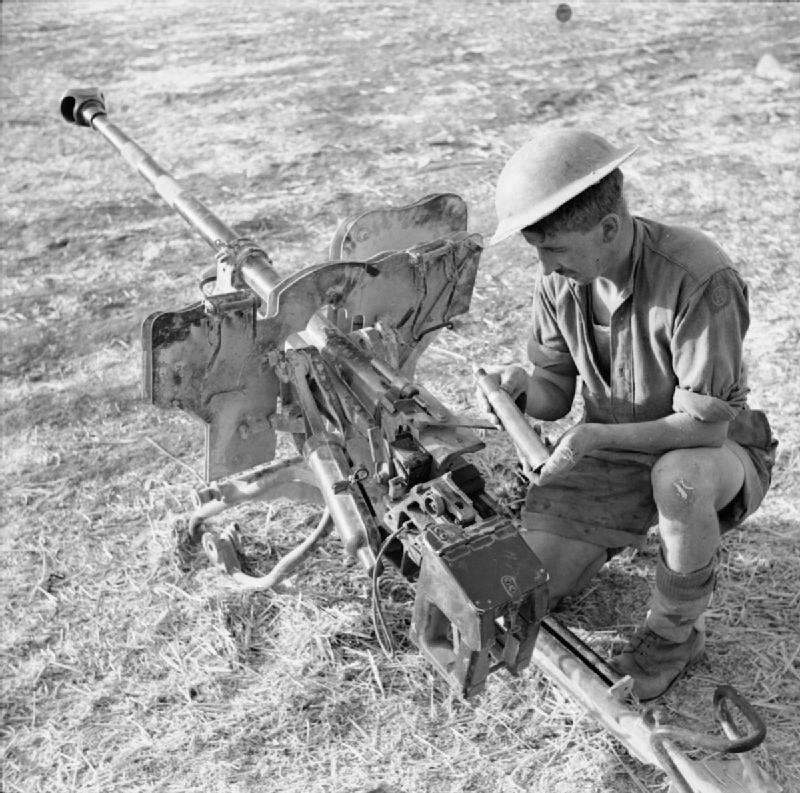
Un soldato britannico esamina un esemplare catturato in Sicilia

Il principio della canna conica era stato brevettato nel 1903 dal progettista tedesco Karl Puff. Negli anni venti e trenta un altro ingegnere tedesco, Gerlich, condusse esperimenti con un fucile anticarro ad anima conica in calibro 7 mm, con una velocità iniziale di 1 800 m/s.
Sulla base di queste esperienze, nel 1939-1940 la Mauser-Werke AG sviluppò un'arma anticarro in calibro 28/20 mm, inizialmente designata Gerät 231 o MK.8202. Nel giugno-luglio 1940 un lotto sperimentale di 94 (altre fonti dicono 30) pezzi fu consegnato in prova allo Heer. Sulla base delle prove sul campo furono apportate alcune modifiche e nel 1941 iniziò la produzione di massa di quello che divenne il 2,8 cm schwere Panzerbüchse 41. Il prezzo di ogni arma si attestava su 4 520 Reichsmarks (per confronto, un 5 cm PaK 38 costava 10 600 Reichsmark). L'ultimo cannone fu prodotto nel 1943 per carenza di tungsteno per proiettili.
Il sPzB 41 venne assegnato alle divisioni motorizzate ed alle divisioni leggere di Jäger, Gebirgsjäger ed ai Fallschirmjäger della Luftwaffe. Alcuni cannoni furono forniti alle unita controcarri e del genio militare. L'arma fu impiegata sul fronte orientale dall'inizio delle ostilità (la Wehrmacht disponeva di 183 pezzi il 1º giugno) fino alla fine della guerra; fu impiegata anche sul fronte nordafricano e sul fronte occidentale nel 1944-1945. A breve raggio il colpo del sPzB 41 poteva penetrare la maggior parte delle corazze della seconda guerra mondiale; un colpo fortunato poteva danneggiare carri pesanti come il KV-1 ed il IS-2.

## Tecnica
Sebbene il sPzB 41 fosse considerato come fucile anticarro pesante, era impostato come un tipico cannone anticarro. Come quest'ultima arma aveva meccanismo di rinculo, affusto ruotato e scudo. L'unica caratteristica in comune con i fucili anticarro era il puntamento completamente manuale, senza manovellismi di elevazione e brandeggio.
Il disegno era basato su una canna ad anima conica, con il calibro che si riduceva da 28 mm della culatta a soli 20 mm alla volata. Il proiettile era circondato da due flange esterne; procedendo verso la volata, le flange del proiettile venivano schiacciate, riducendo il diametro del proietto perforante decalibrato in tungsteno. La canna così costruita comportava velocità alla volata molto elevate, fino a 1 400 m/s. La volata era dotata di freno di bocca. L'otturatore a cuneo orizzontale si chiudeva automaticamente quando si inseriva la munizione. L'arma era dotata di tacca di mira per distanze fino a 500 m; poteva essere installato anche il mirino telescopico ZF 1×11 del 3,7 cm PaK 36.
Il sistema di rinculo era costituito da un cilindro idropneumatico con recuperatore a molla. L'affusto scudato a ruote, con code divaricabili, era dotata di sospensioni elastiche. Le ruote con pneumatici potevano essere rimosse in 30-40 secondi per abbassare e ridurre la sagoma dell'arma. Il pezzo poteva essere scomposto in cinque carichi, il più pesante dei quali raggiungeva 62 kg.

## Varianti
- 2,8 cm schwere Panzerbüchse 41 auf leichter Feldlafette 41 (2,8 cm sPzB 41 leFl 41)[4]: variante per unità paracadutiste. Impiegava un affusto alleggerito, privo di sospensioni e di scudo; le ruote standard erano rimpiazzate con rotelle più piccole. Ne risultava un'arma pesante solo 139 kg (118 kg senza rotelle). L'affusto era dotato di settore orizzontale di 360° ed elevazione di -15°/+25°.
- 2,8 cm Kampfwagenkanone 42 (2,8 cm KwK 42)[5]: arma adattata all'installazione su carro armato. Fu prodotto in 24 esemplari, ma non è chiaro se venne mai usato in combattimento.

## Installazioni su veicoli

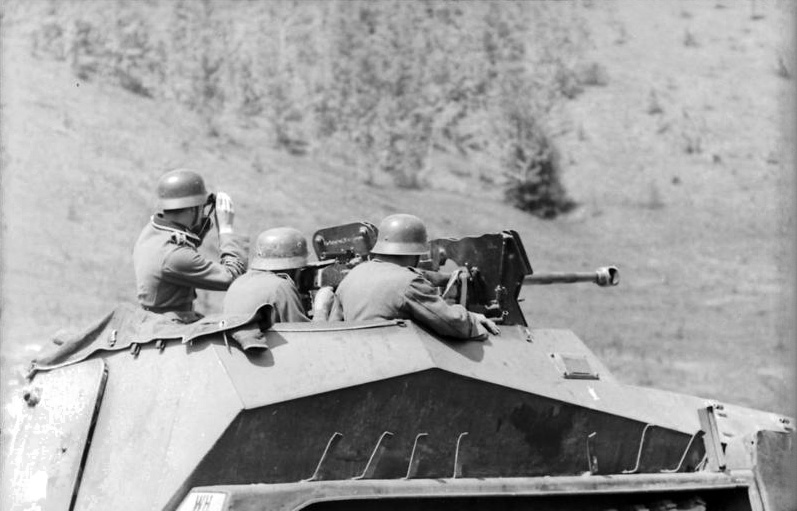
Sd.Kfz. 250/11 in forza alla Panzergrenadier-Division Großdeutschland sul fronte orientale, nel 1943

Il sPzb 41 fu montato su diversi veicoli, quali autovetture, semicingolati e autoblindo:
- Sd.Kfz. 221 mit 2,8 cm - autoblindo.
- Sd.Kfz. 250/11 - semicingolato da trasporto truppe
- Sd.Kfz. 251 - semicingolato da trasporto truppe.
- Horch 901 - Einheits-PKW media 4×4.
- Horch 108 - Einheits-PKW pesante 4×4.

## Prestazioni
I cannoni a canna conica ebbero un uso limitato nella seconda guerra mondiale. La produzione di tali armi richiedeva tecnologie avanzate ed elevati standard produttivi. L'unico paese, ad eccezione della Germania, a produrle in massa fu la Gran Bretagna, con l'adattatore Littlejohn, che, pur non essendo un cannone conico in sé, utilizzava lo stesso principio. Un tentativo da parte di un ufficio di progettazione sovietico guidato da Vasiliy Grabin nel 1940 fallì a causa di problemi tecnici. Negli Stati Uniti l'41 sPzB ispirò una serie di esperimenti con canne in calibro 28/20 mm e adattatori per il 37 mm Gun M3, iniziati nel settembre del 1941 e continuati per tutta la guerra senza applicazioni pratiche.
Il sPzB 41 combinava buona prestazione anticarro a corto raggio e un alto rateo di fuoco su un affusto leggero e scomponibile.
Tuttavia, presentava anche diversi difetti come ad esempio:
- la canna era difficile da fabbricare ed aveva una breve durata (circa 500 colpi);
- il proiettile a frammentazione era molto debole;
- il tungsteno era di difficile reperibilità;
- il tiro utile era limitato;
- l'effetto dietro la corazza era limitato.

Alcuni autori concentrano le loro critiche principalmente sulla breve durata della canna. Va tuttavia osservato che anche i cannoni ad alta velocità con la normale canna cilindrica avevano breve vita utile (lo ZiS-2 da 37 mm russo aveva una durata di 1 000 colpi). Alla fine in effetti il fattore che portò all'interruzione della produzione del sPzB 41 fu la carenza di tungsteno e non le carenze tecniche.

## Munizionamento
Il sPzB 41 disponeva di due munizioni: la granata perforante 2,8 cm Pzgr.41 e la granata a frammentazione 2,8 cm Sprg.41. La Pzgr.41 aveva un nucleo in carburo di tungsteno, un rivestimento in più tenero acciaio e un cappuccio balistico in lega di magnesio. Il nucleo era lungo 40 mm, con 10,9 mm di diametro e conteneva il 9,1% di tungsteno.
| Munizionamento disponibile |                |           |                          |                            |             |
| Tipo                       | Modello        | Peso (kg) | Caricamento              | Velocità alla volata (m/s) | Gittata (m) |
| APCNR-T                    | 2,8 cm Pzgr.41 | 0,125     | -                        | 1 430                      | 500         |
| Frammentazione             | 2,8 cm Sprg.41 | 0,093     | 5 g di PETN stabilizzato | 1 400                      | 1 000       |

| Capacità di penetrazione          |                               |                               |
| Proiettile APCNR-T 2,8 cm Pzgr.41 |                               |                               |
| Distanza (m)                      | Ad angolo di impatto 60° (mm) | Ad angolo di impatto 90° (mm) |
| 100                               | 52 – 69                       | 75                            |
| 300                               | 46                            |                               |
| 400                               |                               | 40                            |
| 500                               | 40 – 52                       |                               |